# Stałe Przedstawicielstwo Węgier przy ONZ
Stałe Przedstawicielstwo Węgier przy Narodach Zjednoczonych (ang. Permanent Mission of the Hungary to the United Nations) – misja dyplomatyczna Węgier przy Organizacji Narodów Zjednoczonych z siedzibą w Nowym Jorku.

## Historia
Węgry zostały członkiem Organizacji Narodów Zjednoczonych 14 grudnia 1955.